# Landkreis Wesermarsch
Der Landkreis Wesermarsch liegt im Nordwesten Niedersachsens und umfasst das Gebiet westlich der Weser zwischen Bremen und der Wesermündung. Seine Kreisstadt ist Brake, die größte Stadt hingegen Nordenham.

## Geografie

### Physische Geografie
Die Fläche der Landschaft Wesermarsch deckt sich links der Weser weitgehend mit der des gleichnamigen Landkreises. Die Landschaft reicht allerdings in mehrere Landkreise. So befindet sich der Geestrand als Grenze zur Wesermarsch im Westen und im Süden in den Landkreisen Ammerland bzw. Oldenburg und im Osten zum Landkreis Osterholz. Zur Landschaft Wesermarsch gehören auch Gebiete beidseits der Weser, v. a. linksseitig das historische Stadland und rechtsseitig die historische Landschaft Osterstade. Auch ragt die Wesermarsch im Süden beidseits in das Land Bremen hinein.
Der vorherrschende Landschaftstyp ist die durch Deiche vor Hochwasser und Sturmfluten geschützte Marsch, die zu zwei Dritteln unterhalb des mittleren Flutwasserspiegels liegt und somit vor regelmäßiger Überflutung durch Wasser der Weser, der Nordsee und des Jadebusens geschützt werden muss. Im Westen und im Osten schließt die Marsch an die Geest an. An der B 211 befindet sich in Loyermoor der „Geest-Abbruch“, der eine Höhendifferenz von gut 30 Metern überbrückt.
Verteilt über den Landkreis sind auch verschiedene Moore, so gilt z. B. das so genannte Schwimmende Moor am Jadebusen im Ortsteil Sehestedt der Gemeinde Jade gelegen, als herausragendes Naturdenkmal der einmaligen Art. Im Südwesten liegen das Rockenmoor und das Grasmoor, in der Mitte des Landkreises das Frieschenmoor und im Westen bei Jade das Kreuzmoor. Der ganze Landkreis ist von umfangreichen Netzen von Entwässerungssielen und -gräben durchzogen.

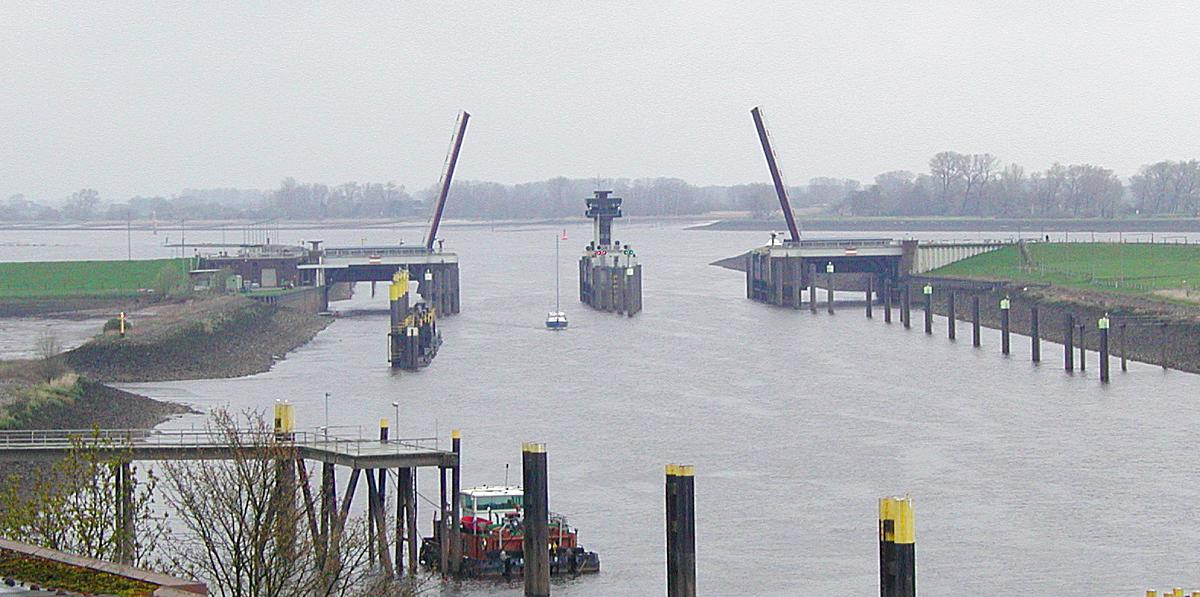
Das Huntesperrwerk an der Mündung der Hunte (vorne) in die Weser (hinten)

Die Hunte durchfließt von Oldenburg kommend den Landkreis und mündet bei Elsfleth in die Weser. An der Mündung befindet sich das Huntesperrwerk, welches zum Schutz vor Hochwasser errichtet wurde. An der südlichen Grenze liegt nahe der Landesgrenze zu Bremen das Ochtumsperrwerk.

### Kulturgeografie
Die oldenburgische Wesermarsch besteht aus den friesisch besiedelten Gebieten des Stadlandes und Butjadingens im Norden, sowie dem oldenburgischen Stedingen im Süden.
Mit ihren Marschböden war und ist die Wesermarsch hinreichend geeignet für die Vieh- und Pferdezucht, weniger für Ackerfrüchte. Früher hat dies die Wesermarsch zu einem der wohlhabendsten Landstriche im ganzen Oldenburger Land gemacht. Dementsprechend haben die reichen Marschbauern auch für eine standesgemäße Ausstattung ihrer Gotteshäuser mit Altaraufsätzen, Kanzeln, Taufsteinen und Orgeln gesorgt.

### Nachbarkreise
Der Landkreis grenzt im Uhrzeigersinn im Nordwesten beginnend an den Jadebusen und die Innenjade, an das Wattenmeer zwischen Innenjade und Außenweser, jenseits der Weser an die kreisfreie Stadt Bremerhaven und an die Landkreise Cuxhaven und Osterholz sowie an die Stadt Bremen (wie Bremerhaven zum Land Bremen gehörend), an die kreisfreie Stadt Delmenhorst, an den Landkreis Oldenburg, an die kreisfreie Stadt Oldenburg (Oldb) und an die Landkreise Ammerland und Friesland.

## Geschichte

### Landschaftsgeschichte
Seit circa 6000 v. Chr. wird durch den Wechsel von Überflutungsphasen (Transgression) und Senkungsphasen (Regression) des Meeresspiegels der Küstenverlauf der Nordsee bestimmt. Während die Marsch in den Überflutungsphasen kaum bewohnbar war, konnte sie in den Ruhephasen besiedelt und bewirtschaftet werden. In einer solchen Senkungsphase wurde z. B. die Siedlung an der Hahnenknooper Mühle um 900 v. Chr. angelegt. Das Wasser der Weser und ihrer linken Nebenflüsse konnte sich in der noch nicht eingedeichten Marsch weitflächig verteilen. Erst in einer erneut einsetzenden langsamen Transgressionsphase in den folgenden Jahrhunderten wurde die Flussmarsch häufiger vom Salzwasser überspült, was die Boden- und die Trinkwasserqualität verschlechterte, so dass die Siedlungen nördlich der Hunte aufgegeben werden mussten.
Seit dem 2. Jahrhundert gingen die Bewohner der Wesermarsch dazu über, sich gegen die Fluten des Meeres und der Weser durch Wurten, später auch durch Deiche zu schützen. Radikal verändert wurde die Gestalt der Wesermarsch-Landschaft durch Meereseinbrüche im hohen und späten Mittelalter: Butjadingen wurde zeitweise zu einer Insel, in deren Süden die Heete den sich bildenden Jadebusen mit der Weser verband. Eine zweite Verbindung machte auch aus dem Stadland eine Insel; sie verlief vom Osten des Jadebusens über die Ahne und das Lockfleth zur Weser südlich von Brake. Eine dritte Insel im Weserdelta lag westlich von Ahne bzw. Lockfleth; im Westen wurde sie von der Friesischen Balge, einem Meeresarm, der das heutige Bett der Jade einnahm, im Süden von der Liene begrenzt, einem Strom, der die Jade mit der Weser verband und nördlich von Elsfleth in die Weser mündete (bei Flut) bzw. bei Ebbe von ihr ausging.
Ab dem 16. Jahrhundert wurde ein lückenloses Deichband entlang der Weser, der Innenjade und dem Jadebusen gebaut. Die letzte Lücke wurde 1725 beim Schwimmenden Moor am Jadebusen geschlossen. Die zwischen Jade und Weser liegenden Meeresarme wurden so vom Zustrom der Wassermassen von der Nordsee und von der Weser her abgeschnitten. Teils versandeten die Gewässer von selbst, teils wurden sie zu kleinen Entwässerungskanälen zurückgebaut, teils auch zugeschüttet. Auf diese Weise entstand nördlich der Hunte und südlich von Langwarden ein zusammenhängendes Landgebiet zwischen Jade bzw. Jadebusen und Weser.

### Politische Geschichte

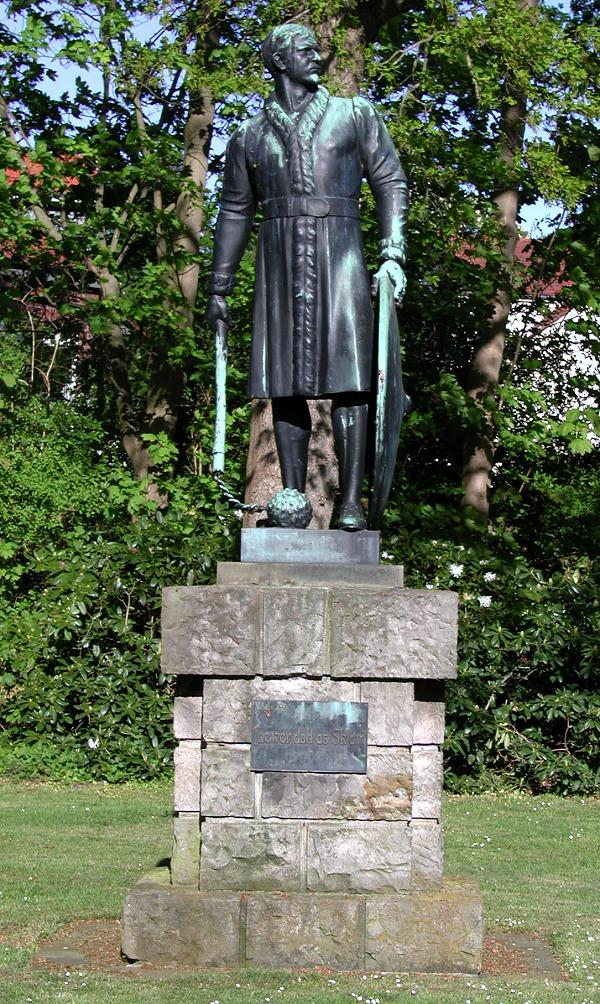
Der Hartwarder Friese

Bereits in römischen Quellen ist von Chauken die Rede, die das küstennahe Gebiet zwischen Weser und Ems besiedelten. Als Handelsplatz der Chauken in der Wesermarsch ist Tecelia nahe der Huntemündung bekannt. Ab 250 n. Chr. verließen viele Chauken als Reaktion auf einen Meeresspiegelanstieg ihre Wurten in der Wesermarsch. Die frei gewordenen Gebiete wurden ab 400 von Friesen besiedelt.
Westlich der Wesermündung entstand der Gau Rüstringen, dessen östlicher Teil heute den Norden der Wesermarsch bildet. Seit dem 10. Jahrhundert sicherten die Bewohner Rüstringens den fruchtbaren Marschboden durch Erdwälle vor der See. Die im 11. Jahrhundert errichteten Kirchen in Rüstringen zeugen von dem beachtlichen Wohlstand und der bewahrten Freiheit der Friesen. Im Mittelalter bewirkten gewaltige Sturmfluten tiefgreifende Veränderungen des Küstenverlaufes. Der Versuch der Grafen von Oldenburg, die nördliche Wesermarsch unter ihre Gewalt zu bekommen, schlug zunächst fehl. Erst einem verbündeten braunschweigisch-oldenburgischen Heer gelang es 1514 in der Schlacht bei der Hartwarder Landwehr in der Nähe von Rodenkirchen, die Wesermarsch-Friesen zu besiegen.
Über die Geschichte Stedingens im frühen Mittelalter ist nur wenig bekannt. 783 wurde Bischof Willehad mit der Christianisierung der Küstengebiete westlich der Weser beauftragt. 1062 ließ sich der Bremer Erzbischof Adalbert das „unbesiedelte Gebiet“ zwischen „Aldenabrock“ (Oldenburg) und Bremen als Besitz übertragen. Nach 1062 wurde Stedingen nach und nach (wieder) besiedelt. Zunächst gründeten Sachsen aus benachbarten Geestgebieten Siedlungen entlang der Weser oberhalb der Huntemündung und der Ollen. Ab 1106 wurden Holländer nach Stedingen geholt. Die Kolonisatoren erhielten Privilegien, die mit denen in den nördlich gelegenen Siedlungsgebieten der Friesen vergleichbar waren. Zu Beginn des 13. Jahrhunderts kam es zu Konflikten mit dem Bremer Erzbischof, die zum Stedingerkrieg führten. In der Schlacht von Altenesch verloren die Stedinger 1234 ihre Freiheit.
Gemeinsam mit dem Hause Oldenburg gehörte die gesamte Wesermarsch von 1667 bis 1773 zu Dänemark. Ab 1774 stand die Wesermarsch unter der Herrschaft des Herzogtums Oldenburg. Die Verwaltungsreform nach den Befreiungskriegen beseitigte 1814 die gräflichen Vogteien und das Département des Bouches-du-Weser (1811/1813).

### Verwaltungsgeschichte
Seit 1879 war das Gebiet des heutigen Landkreises in die drei oldenburgischen Ämter Brake, Butjadingen und Elsfleth gegliedert. 1933 wurden diese drei Ämter, die Gemeinde Altenesch aus dem Amt Delmenhorst sowie die Gemeinden Jade und Schweiburg aus dem Amt Varel zum neuen Amt Wesermarsch zusammengeschlossen. Gleichzeitig wurden viele der alten Gemeinden zu neuen Großgemeinden zusammengefasst, unter anderem Altenesch und Berne zur Gemeinde Stedingen.
Die Stadt Wilhelmshaven trat 1937 die Siedlung Eckwarderhörn an die Gemeinde Butjadingen des Amtes Wesermarsch ab. Am 1. Januar 1939 wurde aus dem Amt Wesermarsch der Landkreis Wesermarsch, der 1946 mitsamt dem Land Oldenburg zum neu gegründeten Land Niedersachsen kam. Die meisten der 1933 gebildeten Großgemeinden wurden 1948 wieder in kleinere Gemeinden aufgespalten.
Die Gebietsreform in Niedersachsen schuf am 1. März 1974 den heutigen Zuschnitt des Landkreises Wesermarsch:
- Die am Ostufer der Weser gelegene Gemeinde Landwürden schied aus dem Landkreis aus und wurde in die Gemeinde Loxstedt im Landkreis Wesermünde eingegliedert.
- Die Kreisgrenze zwischen den Landkreisen Wesermarsch und Wesermünde wurde durchgehend in die Strommitte der Weser verlegt. Dadurch kam unter anderem die Flussinsel Harriersand vollständig zum Landkreis Wesermünde.
- Durch verschiedene Zusammenschlüsse wurde die Zahl der Gemeinden im Landkreis Wesermarsch auf neun verringert. Die Änderungen der Gemeindegliederung bei den Gebietsreformen von 1948 und 1972 sind in der folgenden Übersicht dargestellt:

| Gemeindegliederung des Landkreises Wesermarsch | Gemeindegliederung des Landkreises Wesermarsch | Gemeindegliederung des Landkreises Wesermarsch |
| 1933–1948                                      | 1948–1974                                      | heute                                          |
| ---------------------------------------------- | ---------------------------------------------- | ---------------------------------------------- |
| Brake                                          | Brake                                          | Brake                                          |
| Butjadingen 1                                  | Burhave                                        | Butjadingen                                    |
| Butjadingen 1                                  | Langwarden                                     | Butjadingen                                    |
| Butjadingen 1                                  | Stollhamm                                      | Butjadingen                                    |
| Nordenham                                      | Nordenham                                      | Nordenham                                      |
| Abbehausen                                     | Abbehausen                                     | Nordenham                                      |
| Abbehausen                                     | Esenshamm                                      | Nordenham                                      |
| Abbehausen                                     | Seefeld                                        | Stadland                                       |
| Rodenkirchen                                   | Schwei                                         | Stadland                                       |
| Rodenkirchen                                   | Rodenkirchen                                   | Stadland                                       |
| Ovelgönne                                      | Ovelgönne                                      | Ovelgönne                                      |
| Moorriem                                       | Oldenbrok                                      | Ovelgönne                                      |
| Moorriem                                       | Moorriem                                       | Elsfleth                                       |
| Elsfleth                                       | Elsfleth                                       | Elsfleth                                       |
| Jade                                           | Jade                                           | Jade                                           |
| Jade                                           | Schweiburg                                     | Jade                                           |
| Stedingen                                      | Berne                                          | Berne                                          |
| Stedingen                                      | Altenesch 2                                    | Lemwerder                                      |
| Landwürden 3                                   | Landwürden                                     | (zu Loxstedt)                                  |

### Einwohnerentwicklung

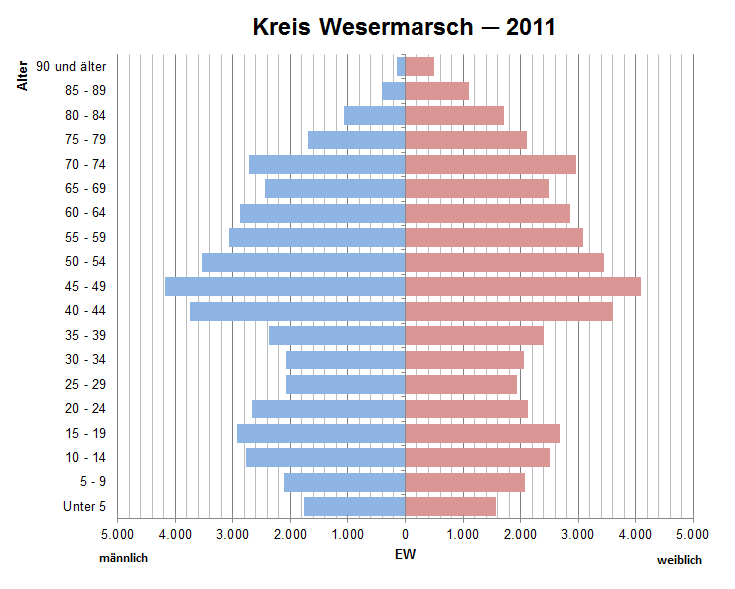
Bevölkerungspyramide für den Kreis Wesermarsch (Datenquelle: Zensus 2011.)

| Jahr | Einwohner | Quelle |
| ---- | --------- | ------ |
| 1933 | 67.421    | [ 12 ] |
| 1939 | 71.440    | [ 12 ] |
| 1950 | 112.549   | [ 12 ] |
| 1960 | 96.700    | [ 12 ] |
| 1970 | 98.000    | [ 15 ] |
| 1980 | 92.800    | [ 16 ] |
| 1990 | 90.413    | [ 17 ] |
| 2000 | 94.084    | [ 17 ] |
| 2010 | 90.772    | [ 17 ] |
| 2020 | 88.524    | [ 17 ] |

|  |

(ab 1987 jeweils zum 31. Dezember)

### Konfessionsstatistik
Gemäß der Volkszählung 2011 waren 55,9 % der Einwohner evangelisch, 7,8 % römisch-katholisch und 36,3 % konfessionslos, gehörten einer anderen Religionsgemeinschaft an oder machten keine Angabe. Der Anteil der Protestanten und Katholiken am Gesamtbevölkerung ist seitdem mit 1 % jährlich gesunken. Gemäß dem Zensus 2022 waren (2022) 45,3 % (40.140) der Einwohner evangelisch, 7,7 % katholisch und 47,0 % waren konfessionslos, gehörten einer anderen Glaubensgemeinschaft an oder machten keine Angabe.
Laut kirchliche Statistik waren Ende 2021 41.900 evangelische Gemeindeglieder im Kreis. Ende 2022 gab es 40.721 Gemeindeglieder, Ende 2023 39.476 und Ende 2024 waren es 38.123 Gemeindeglieder.

## Politik

### Kreistag
Der Kreistag Wesermarsch besteht aus 42 Abgeordneten. Dies ist die festgelegte Anzahl für einen Landkreis mit einer Einwohnerzahl bis 100.000 Einwohnern. Die Kreistagsmitglieder werden durch eine Kommunalwahl für jeweils fünf Jahre gewählt. Neben den 42 in der Kreistagswahl gewählten Mitgliedern ist außerdem der amtierende Landrat sitz- und stimmberechtigt.
Als Ergebnis des nebenstehenden Wahlergebnisses setzt sich der Kreistag wie folgt zusammen:
- Linke: 1
- SPD: 14
- Grüne: 6
- UW: 4
- FDP: 4
- CDU: 13

Ergebnisübersicht voriger Kommunalwahlen
| Parteien und Wählergemeinschaften | Parteien und Wählergemeinschaften                   | Prozent 2016 | Sitze 2016 | Prozent 2011 | Sitze 2011 | Prozent 2006 | Sitze 2006 | Prozent 2001 | Sitze 2001 |
| --------------------------------- | --------------------------------------------------- | ------------ | ---------- | ------------ | ---------- | ------------ | ---------- | ------------ | ---------- |
| SPD                               | Sozialdemokratische Partei Deutschlands             | 37,3         | 16         | 37,8         | 16         | 42,4         | 18         | 47,1         | 21         |
| CDU                               | Christlich Demokratische Union Deutschlands         | 28,2         | 12         | 31,3         | 13         | 33,4         | 14         | 35,1         | 16         |
| Grüne                             | Bündnis 90/Die Grünen                               | 10,0         | 4          | 14,7         | 6          | 6,3          | 2          | 6,3          | 2          |
| UW                                | Unabhängige Wählergemeinschaft Wesermarsch (UW)     | 8,3          | 3          | 5,3          | 2          | 6,4          | 3          | –            | –          |
| FDP                               | Freie Demokratische Partei                          | 7,3          | 3          | 6,5          | 3          | 11,5         | 5          | 10,6         | 4          |
| AfD                               | Alternative für Deutschland                         | 6,1          | 3          | –            | –          | –            | –          | –            | –          |
| Linke                             | Die Linke                                           | 2,9          | 1          | 3,6          | 2          | –            | –          | –            | –          |
| BfB                               | Das Bürgerforum Berne für den Landkreis Wesermarsch | –            | –          | 0,7          | 0          | –            | –          | –            | –          |
| WG                                | Wählergemeinschaften                                | –            | –          | –            | –          | –            | –          | 0,9          | 0          |
| Gesamt                            | Gesamt                                              | 100          | 42         | 100          | 42         | 100          | 42         | 100          | 43         |
| Wahlbeteiligung                   | Wahlbeteiligung                                     | 51,8 %       | 51,8 %     | 51,7 %       | 51,7 %     | 52,2 %       | 52,2 %     | 54,3 %       | 54,3 %     |

- Da sich die Wählergemeinschaften für 2001 nicht aufschlüsseln lassen, ist das Ergebnis gesondert aufgelistet.

### Landrat
Seit dem 1. November 2021 ist Stephan Siefken (parteilos) Landrat. Bei der Direktwahl am 27. September 2021 erhielt er 56,95 Prozent der abgegebenen Stimmen. Die Wahlbeteiligung betrug 66,73 Prozent. Thomas Brückmann (parteilos) hatte sich nicht zur Wiederwahl gestellt.

### Wappen
Das Wappen des Landkreises wurde am 2. Februar 1953 als Hoheitsabzeichen genehmigt. Es zeigt links auf dem Wappenschild in Gold zwei rote Balken (ehemaliges Herzogtum  Oldenburg) und rechts oben in Silber eine grüne mittelalterliche Kogge mit grünen Wimpeln und geblähten Segeln an drei Masten und darunter in Grün einen silbernen Friesenkrieger mit Rundschild und Speer. Eine Statue des Kriegers (Hartwarder Friese) steht im Rodenkirchener Ortsteil Hartwarden. Der Wahlspruch dazu lautet „Lewer dod as Sklav“ („Lieber tot als Sklave“).

### Kreisfinanzen
Der Landkreis Wesermarsch war Ende 2012 mit 396,7 Millionen Euro verschuldet. Dies entspricht der dritthöchsten Pro-Kopf-Verschuldung aller Landkreise in Deutschland.

## Sehenswertes und Kultur

### Institutionen

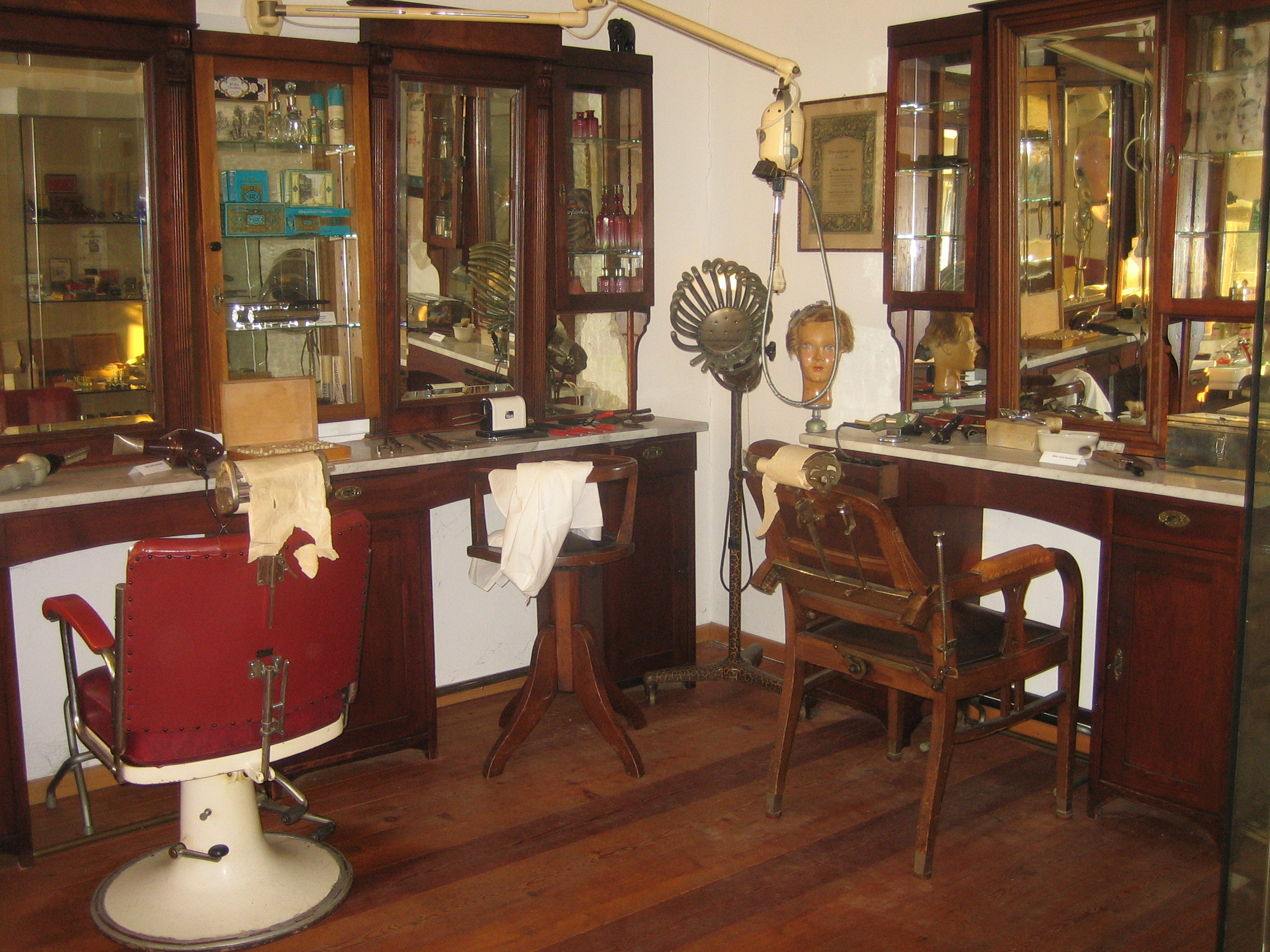
Alter Frisörsalon aus Berne im Handwerksmuseum Ovelgönne

- Körperschaft Oldenburgische Landschaft zur Pflege und Förderung kultureller und historischer Belange

### Museen
Butjadingen
- Nationalpark-Haus und Museum Butjadingen im Hafen von Fedderwardersiel mit Informationen zum Nationalpark Niedersächsisches Wattenmeer und der Siedlungsgeschichte Butjadingens

Brake

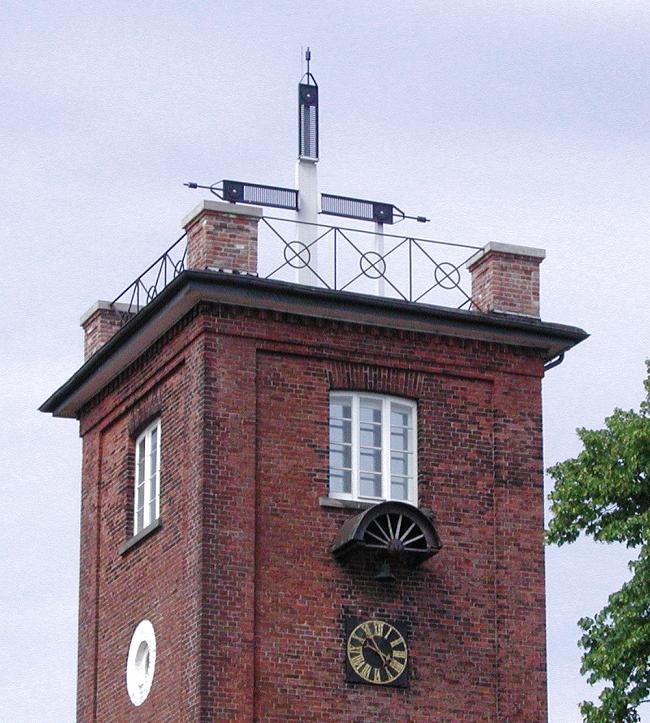
Optischer Telegraf in Brake

- Schiffahrtsmuseum der oldenburgischen Unterweser – untergebracht in einem ehemaligen Telegrafen-Gebäude (ursprünglich Teil einer optischen Telegrafenlinie zur Nachrichtenübermittlung mit beweglichen Zeigern) und einem ehemaligen Bürgerhaus. Unter anderem wird anhand von Ausstellungsstücken Leben und Wirken des ersten deutschen Admirals Karl Rudolf Brommy dokumentiert. Ein weiterer Teil des Museums ist in der Villa Steenken in Elsfleth untergebracht.

Nordenham

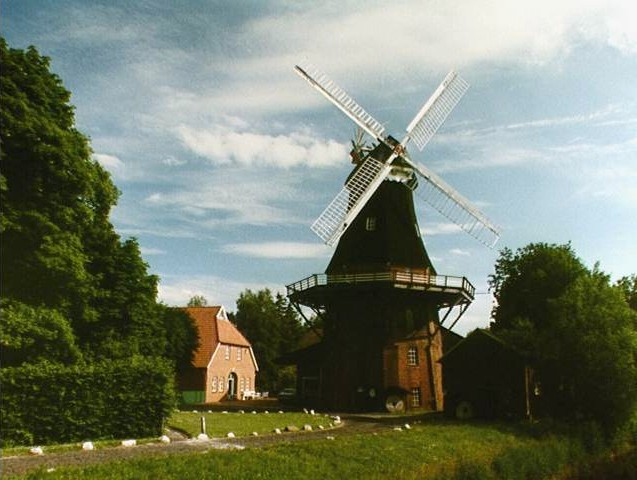
Die Moorseer Mühle

- Museum Moorseer Mühle – letzte voll funktionsfähige Galerieholländer-Windmühle im Landkreis. Als Besonderheit weist die Mühle noch eine doppelte Windrose auf, die in den alten Oldenburger Landesfarben lackiert ist.
- Museum Nordenham – stadtgeschichtliche Ausstellung, u. a. mit zwei Versionen des Bruderkuss-Bildes von H. Zieger (1910)
- Historisches Kaufhaus Abbehausen – kein statisches Museum mit reiner Ausstellung, sondern immer noch auch ein echtes Kaufhaus mit über 3000 Produkten
- Militärgeschichtliches Museum „Alter Flakleitstand“

Im historischen Gebäudeensemble aus dem Zweiten Weltkrieg wird der Bombenkrieg thematisiert, speziell die Auswirkungen in der Region Unterweser. Weiterhin ist eine der größten privaten militärgeschichtlichen Sammlungen ausgestellt.
Ovelgönne
- Handwerksmuseum Ovelgönne – In den kleinen Kammern des denkmalgeschützten Bürgerhauses von 1773 werden alte Handwerke der Wesermarsch gezeigt. Der über 500 Jahre alte Ort ist das historische Zentrum der  Wesermarsch. Heute kann man sich an der Ovelgönner Zeitkurbel im Museum in diese Zeiten zurückkurbeln.

Stadland
- Bronzezeithaus Hartwarderwurp

Lemwerder
- Flieger-Horst-Museum, thematisiert die Geschichte des  Flugzeugbaus in der Gemeinde Lemwerder

### Theater
Im großen Saal der Stadthalle Friedeburg in Nordenham werden von verschiedenen Gasttheatern Aufführungen gezeigt, u. a. vom Oldenburgischen Staatstheater.
Nordenham
- Niederdeutsches Theater „De Plattdüütschen“
- Theater Fatale
- Theatergruppe Phiesewarden

Brake
- Niederdeutsche Bühne Brake

Rodenkirchen
- Freilichtspektakel Stadland[30]

### Zoo
Jaderberg
- Tier- und Freizeitpark Jaderpark

### Regelmäßige Großveranstaltungen

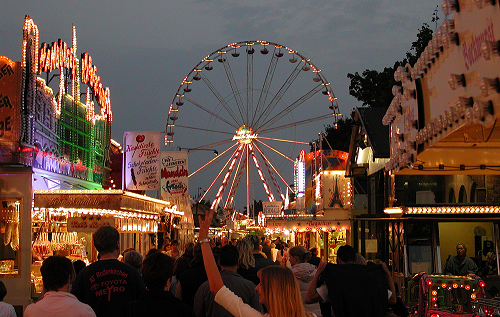
Roonkarker Mart

- Roonkarker Mart – Jahrmarkt in Stadland-Rodenkirchen, die „fünfte Jahreszeit“ im Landkreis
- „Brake feiert!!!“ – Das Stadtfest[31]
- Fischmarkt in Nordenham-Großensiel
- Kutterregatta in Butjadingen-Fedderwardersiel
- Ovelgönner Pferdemarkt an jedem 1. Montag in September
- GEZEITEN – Kunst- und Kulturwoche in Butjadingen
- Drachenfest in Butjadingen-Tossens
- Drachen über Lemwerder auf dem Ritzenbütteler Sand
- Fonsstock-Festival am Weserstrand in Nordenham[32]
- Seefahrtsschulfest Elsfleth
- genial verpLANt in der Sporthalle Brake, halbjährlich

## Verkehr

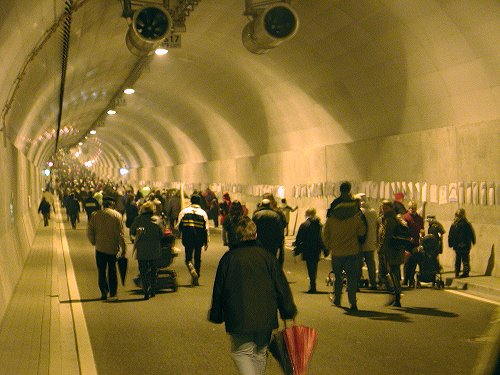
Einweihung des Wesertunnels

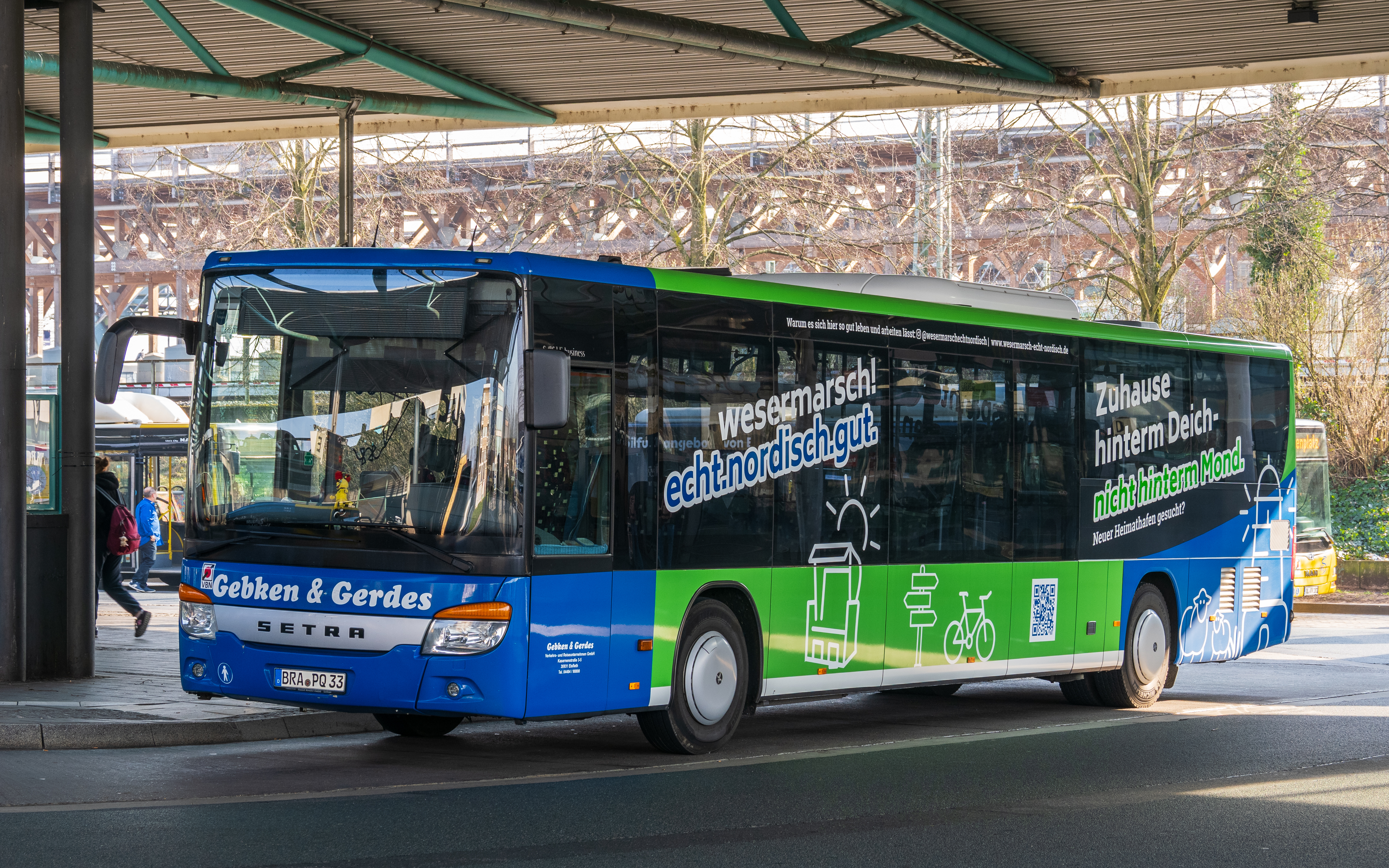
Linienbus mit Wesermarsch-Werbebeschriftung

### Straße
Hauptverkehrswege im Landkreis sind die
- Bundesstraßen 212 (Nord-Süd-Richtung), die am Anleger der Weserfähre im Ortsteil Blexen von Nordenham beginnt und im Süden bis zur Kreisgrenze von Lemwerder führt,
- Bundesstraße 211 in Ost-West-Richtung (Anbindung an Oldenburg)
- Bundesstraße 437 in Ost-West-Richtung (Anbindung an die Bundesautobahn 29 Richtung Wilhelmshaven).
- Beim Ortsteil Kleinensiel der Gemeinde Stadland führt der Wesertunnel auf die östliche Weserseite und zur Anbindung an die A 27 (Cuxhaven–Bremen).

### Schiene
Obwohl der Kreis früher zum Großherzogtum Oldenburg gehörte, war es die Preußische Staatsbahn, die 1867 bei Jaderberg mit ihrer Strecke Oldenburg–Wilhelmshaven die erste Eisenbahn in den Kreis brachte.
Die Oldenburgische Staatsbahn folgte erst 1873 mit der Hauptbahn Hude–Brake, die 1875 bis Nordenham und 1905 als Nebenbahn bis Blexen verlängert worden ist.
Von ihr zweigten die Querverbindungen zur Hauptbahn Oldenburg–Wilhelmshaven ab, die 1896 zwischen Brake und Oldenburg (Gummibahn) sowie 1913 zwischen Rodenkirchen und Varel eröffnet wurden.
Die Halbinsel Butjadingen wurde 1908/09 durch eine Kleinbahn Nordenham–Eckwarderhörne erschlossen, die der Amtsverband Butjadingen erbauen ließ und als Butjadinger Bahn betrieb.
Schließlich ergänzte die Deutsche Reichsbahn noch 1922 das Netz durch die Stichbahn Delmenhorst–Lemwerder, die bis 1998 dem Güterverkehr diente.

Bahnhof Nordenham mit der Butjadinger Bahn – historisches Postkartenmotiv (Ausschnitt)

Ab 1956 wurden von den 126 km Gesamtstrecke des Personenverkehrs 80 km stillgelegt:
- 1956: Nordenham–Burhave–Eckwarderhörne, 30 km
- 1958: Varel–Diekmannshausen–Rodenkirchen, 17 km
- 1961: Oldenburg Hbf–Großenmeer–Brake, 19 km
- 1962: Delmenhorst–Altenesch–Lemwerder, 7 km
- 1980: Nordenham–Nordenham-Blexen, 7 km

Bis Mitte Dezember 2010 wurde von der Deutschen Bahn AG im Personenverkehr nur noch die 46 km lange Bahnstrecke Hude–Berne–Elsfleth–Brake–Nordenham mit sechs Stationen regelmäßig bedient. Die Strecke ist seit Mitte Dezember 2010 in das Netz der von der Nordwestbahn betriebenen Regio-S-Bahn Bremen/Niedersachsen eingebunden. Auf der Strecke zwischen Lemwerder und Delmenhorst verkehrten bis zum Jahresende 2009 in unregelmäßigen Abständen Museumszüge der Delmenhorst-Harpstedter Eisenbahn GmbH (DHE).

### Wasser

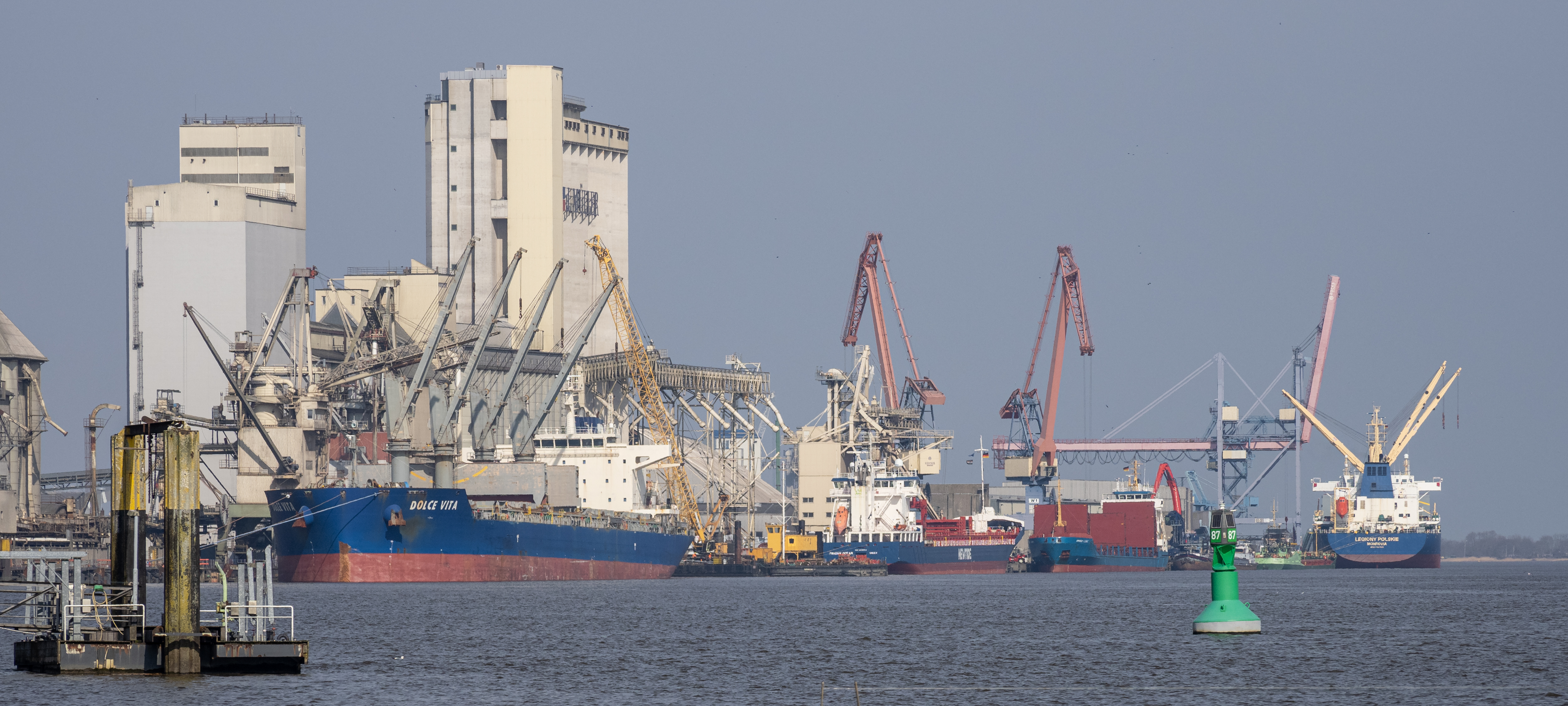
Seehafen Brake

Der Landkreis liegt am seeschifftiefen Fahrwasser der Weser. Hafenanlagen befinden sich in Nordenham-Blexen, Nordenham, Brake, Elsfleth und Lemwerder. Der Hafen Oldenburg wird über die Hunte erreicht. Die Hafenanlagen sind an das Schienennetz angeschlossen. Die Hunte quert die Eisenbahn bei Elsfleth auf einer Drehbrücke.

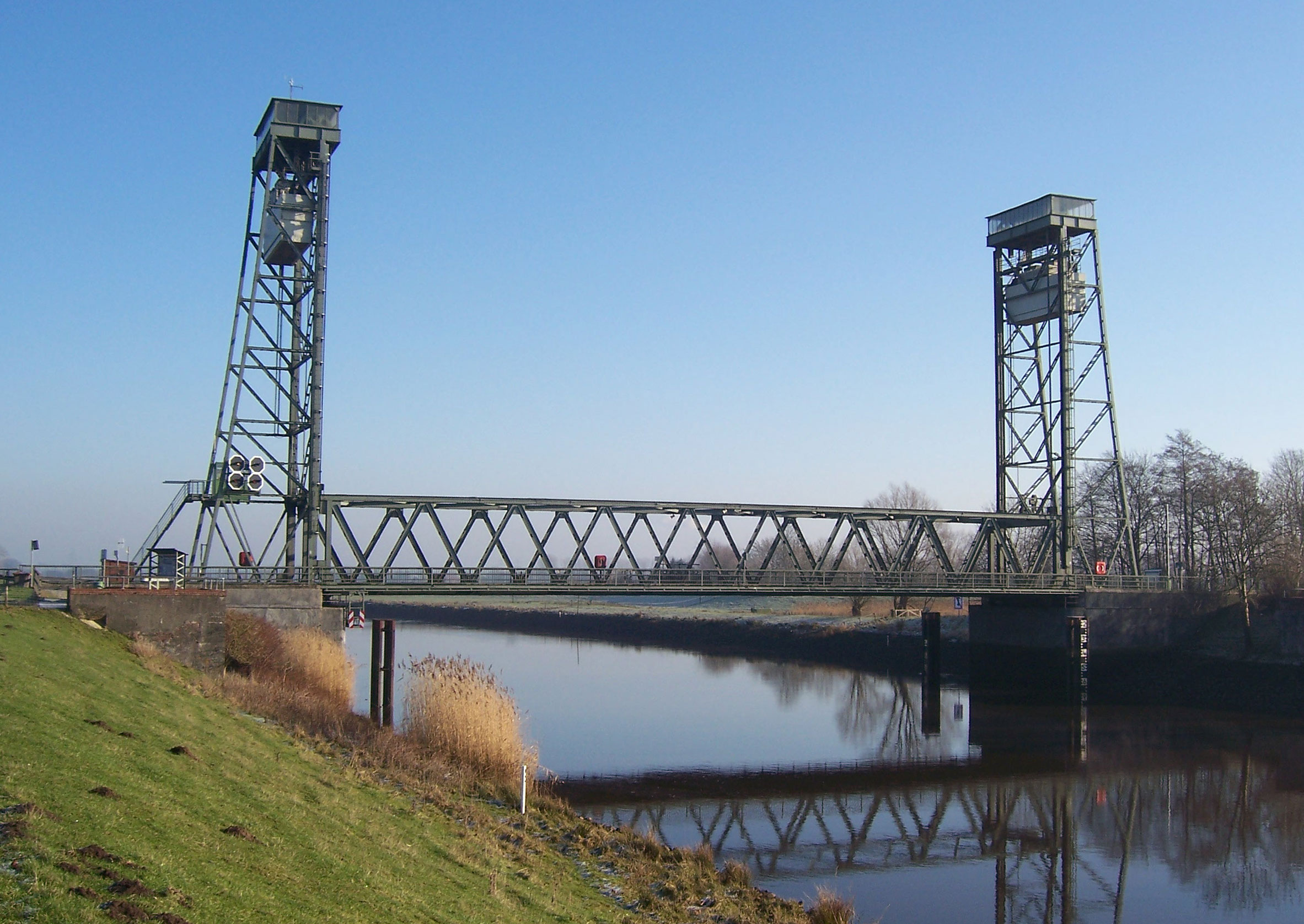
Historische Hubbrücke über die Hunte bei Huntebrück, durch Neubau einer Klappbrücke ersetzt

Mit dem Wesertunnel bei Stadland-Kleinensiel besteht eine feste Verbindung zum rechten Weserufer und zur A 27.
Die nächsten festen Weserquerungen liegen in Bremen.
Im Bereich des Landkreises bestehen die folgenden Fährverbindungen über die Weser:
- Nordenham-Blexen – Bremerhaven
- Golzwarden – Sandstedt
- Brake – Harriersand (nur Fußgänger und Radfahrer)
- Berne – Bremen-Farge
- Motzen – Bremen-Blumenthal
- Lemwerder – Bremen-Vegesack

Die ehemalige Fährverbindung Kleinensiel–Dedesdorf wurde im Zuge der Erbauung des Wesertunnels 2004 aufgegeben. Von Eckwarderhörne besteht zeitweise eine Personenfährverbindung nach Wilhelmshaven.
Die Hunte kann im Landkreis Wesermarsch mit Kraftfahrzeugen nur bei Huntebrück überquert werden. Dort befindet sich eine neue Klappbrücke. Die nächsten Querungen sind in Oldenburg.

## Gemeinden
In Klammern die Einwohnerzahl am 31. Dezember 2024.
Einheitsgemeinden
1. Berne (7053)
2. Brake (Unterweser), Kreisstadt (15.200)
3. Butjadingen [Sitz: Burhave] (5966)
4. Elsfleth, Stadt (9004)
5. Jade (5843)
6. Lemwerder (6999)
7. Nordenham, Stadt, selbständige Gemeinde (25.889)
8. Ovelgönne [Sitz: Oldenbrok-Mittelort] (5421)
9. Stadland [Sitz: Rodenkirchen] (7561)

Bis zur Gebietsreform von 1974 gehörten auch die Orte der damaligen Gemeinde Landwürden auf der östlichen Weserseite zum Landkreis, so wie Deutschlands größte Flussinsel, der Harriersand, welche als Zwischenlager für USA-Aussiedler (über Bremerhaven) diente. Die Gebietsreform trennte damit die jahrhundertealte gemeinsame Zugehörigkeit dieser Insel und der Gemeinde Landwürden zum ehemaligen Großherzogtum Oldenburg und nachmaligen Verwaltungsbezirk Oldenburg.

## Vereine, Sonstiges
- Naturschutzverein Nordenham und nördliche Wesermarsch von 1978 als Kreisgruppe der Biologischen Schutzgemeinschaft Hunte-Weser-Ems mit Sitz in Wardenburg
- Kreisgruppe Wesermarsch des Bundes für Umwelt und Naturschutz Deutschland (BUND) von 1985 mit Sitz in der Ökologiestation Iffens (Butjadingen)
- Kreisgruppe Wesermarsch des Naturschutzbundes Deutschland (NABU) in Brake
- Schützenbund Wesermarsch als Dachorganisation von 20 Schützenvereinen
- Rüstringer Heimatbund (RHB) in Nordenham
- Storchenpflegestation Wesermarsch, Artenschutz, Naturschutz, Wiesenlebensräume[34]
- Partnerschaftsvertrag von 1989 mit der 600 km südlich von Moskau gelegenen, russischen Stadt Woronesch mit unter anderem Jugendaustauschprogramm[35]

## Schutzgebiete
Im Landkreis befinden sich neben Landschaftsschutzgebieten und Naturdenkmalen zehn ausgewiesene Naturschutzgebiete (Stand Februar 2017).
Siehe auch:
- Liste der Naturschutzgebiete im Landkreis Wesermarsch
- Liste der Landschaftsschutzgebiete im Landkreis Wesermarsch
- Liste der Naturdenkmale im Landkreis Wesermarsch
- Liste der geschützten Landschaftsbestandteile im Landkreis Wesermarsch